# Aleiodes femoratus
Aleiodes femoratus är en stekelart som beskrevs av Cresson 1869. Aleiodes femoratus ingår i släktet Aleiodes och familjen bracksteklar. Inga underarter finns listade i Catalogue of Life.